# Derco (empresa automotriz)
Derco Planeta Motors Surquillo (acrónimo de Devés del Río y Compañía) es una empresa regional de origen europeo perteneciente a Inchcape Americas, que opera en cuatro países de América del Sur, principalmente en los rubros automotriz, maquinaria, repuestos y accesorios y la compra-venta de automóviles usados. Fue fundada en 1959 por José Luis del Río Rondanelli en la ciudad de Santiago, Chile.

## Historia

### Inicio
La compañía nació en 1959 como una filial de la constructora Devés del Río, que estuvo a cargo de las obras del túnel Lo Prado, Chacabuco y el camino Portillo.
En sus inicios la firma fue la encargada de distribuir el Dodge Dart, de la reconocida marca estadounidense Chrysler, además de traer directamente al país camionetas, camiones y repuestos.
En 1970, y tras la disolución de la sociedad que había dado origen a la compañía, José Luis del Río dio inicio a Derco Autos Limitada que se transformó en lo que hoy en día es la empresa partiendo con la distribución de la conocida marca japonesa Suzuki. Posteriormente la firma fue incluyendo y distribuyendo más marcas e incluso migrando a otros tipos de negocios como maquinaria, repuestos y accesorios, compra y venta de vehículos usados e implementos para el mundo agrícola.

### Despegue y desarrollo
En el año 1976 Derco se adjudica la representación de Suzuki Motor Company, que en ese momento era la cuarta marca en importancia en Japón. Siete años más tarde, y con 24 mil unidades vendidas, Chile generó el récord de autos Suzuki comercializados a nivel mundial recibiendo el premio a la excelencia otorgado por el fabricante. 
En paralelo, ese mismo año Derco toma la representación de los equipos Komatsu Forklift, dando pie al inicio en el rubro de la maquinaria que, hasta el día de hoy, se sigue distribuyendo.
En 1982 Derco obtuvo la representación de una segunda marca japonesa, Mazda, la que se sumó a su catálogo automotriz y llegó a las vitrinas del local que por esos años tenía en la calle Almirante Latorre, al llegar a la Alameda en el centro de Santiago.
Si bien Derco había iniciado la comercialización de maquinaria agrícola en 1984 con la llegada de tractores Landini, fue al año siguiente con la creación de Dercomaq y la distribución de marcas como Massey Ferguson y New Holland, que la compañía comenzó a participar activamente en el mundo agrícola chileno.
En 1985 se construyó la actual casa matriz de Derco Chile, ubicada en Quilicura, incorporándose equipos de labranza, pastería, sembrados y picadoras de maíz, entre otros. Con los años, ha sumado la representación exclusiva de otras marcas como Renault, Samsung Motors, 
y las chinas Geely, JAC Motors, Changan y del grupo Great Wall Motors.
Años más tarde, Derco cruzó las fronteras para dar inicio a sus operaciones en Bolivia (1990), luego Perú (1997) y finalmente en Colombia (2010).
En enero de 2023, se anunció que Derco ahora sería parte de Inchcape Americas, luego de un proceso de adquisición.

### Expansión

#### Bolivia
Tras los buenos resultados obtenidos en Chile, los ejecutivos de Derco comienzan a pensar en la expansión. Fue así como en 1990 cruzaron la frontera hacia territorio boliviano donde se instalaron para convertirse en lo que hoy es uno de los mayores exponentes en el mercado automotriz de ese país.

#### Perú
En 1997 la representación de marcas continuó creciendo con la llegada de maquinaria de la firma inglesa JCB. Junto con ello, Derco arriba a Perú con el nombre de Suzuki Perú, dado que en sus inicios solo distribuía vehículos de esa empresa. Sin embargo, con el tiempo se adentró con más opciones al país contando actualmente con ocho marcas y conociéndose con el nombre de Derco Perú.

#### Colombia
En 2009 gracias a la distribución de maquinaria de construcción JCB, Derco llegó a Colombia. A diferencia de los demás lugares donde actualmente tiene presencia, la empresa no partió con la venta de la línea automotriz. No obstante, con el paso del tiempo comenzó a comercializar vehículos de origen chino de las marcas Great Wall y Geely.

## Líneas de negocio

### Derco Center
Tras separar el negocio del retail del de importación de vehículos y, con el fin de operar la venta directa en las mismas condiciones, en 2001 nace Derco Center, división que ofrece una atención integral con múltiples soluciones para quienes están buscando adquirir un automóvil. Cuentan con servicio técnico, ofertas de marcas con gran trayectoria en el mercado, seguros, etc.

### Maquinaria
Dercomaq es un servicio especializado en el área de la construcción y el sector agrícola de alto rendimiento. Importantes marcas como JCB y Linde, entre otras, están en su catálogo con tractores, camiones, buses y grúas horquillas, además de generadores. Cada uno de estos servicios cuentan con asistencia en la postventa para entregar soluciones a cada necesidad.

### Repuestos y accesorios de automóviles
Autoplanet es la cadena de tiendas de repuestos y accesorios más grande de Chile. Inauguró su primer local en 2007 en La Florida y sus servicios incluyen mantención, reparación, embellecimiento y mejoramiento de autos. Tienen más de 14 000 artículos y accesorios para todas las marcas.

### Marketplace de compra y venta de vehículos usados
En 2019 nace Autopia, división de Derco que se caracteriza por la compra y venta de autos usados. Este servicio busca disminuir las estafas y los trámites que se deben realizar al tranzar un vehículo. Su línea de negocio cuenta con puntos de encuentro seguros, donde el comprador y el vendedor se encuentran para negociar. También cuenta con revisiones mecánicas, financiamiento, chequeo de historial del auto, seguros, instalación de TAG, custodia de dinero, entre otros servicios.

### Repuestos y accesorios de maquinaria agrícola
En 1956 nace Agroplanet para brindar soluciones a las necesidades del campo en Chile. Su línea de negocio cuenta con repuestos para tractor, implementos y diversos artículos como rodamientos, piezas de camión, neumáticos, lubricantes, baterías, accesorios y herramientas. Actualmente cuenta con 24 tiendas desde Copiapó hasta Puerto Varas y constantemente está en la búsqueda de nuevas tecnologías agrícolas para competir en el mercado.